# Akarawit Techovongsakul
Akarawit Techovongsakul (thailändisch อัครวิทย์ เตโชวงษ์สกุล; * 24. September 2006), auch als Smart bekannt, ist ein thailändischer Fußballspieler.

## Karriere
Akarawit Techovongsakul erlernte das Fußballspielen in der Jugend des FC Khao Kamphaeng. Ende Juli 2023 wechselte er auf Leihbasis nach Suphanburi zum Zweitligisten Suphanburi FC. Hier bestritt er ein Pokalspiel. In der Liga kam er nicht zum Einsatz. Im Sommer 2024 kehrte er nach der Ausleihe zu seinem Jugendverein zurück. Nach einem halben Jahr wechselte er zum zweiten Mal zum Suphanburi FC. Sein Zweitligadebüt gab Techovongsakul am 15. Februar 2025 (25. Spieltag) im Auswärtsspiel gegen den Pattaya United FC. Bei dem 3:0-Auswärtserfolg wurde er in der 90.+5' Minute für Saharat Sontisawat eingewechselt. Am Ende der Saison 2024/25 musste er mit Suphanburi in die dritte Liga absteigen.